# Acutiserolis johnstoni
Acutiserolis johnstoni is een pissebed uit de familie Serolidae. De wetenschappelijke naam van de soort is voor het eerst geldig gepubliceerd in 1852 door Hale.